# Agostino Vallini
Agostino Vallini (Poli, 17 de abril de 1940) é um cardeal italiano, vigário-geral emérito para a Diocese de Roma e arcipreste da Arquibasílica de São João de Latrão.

## Biografia
Nascido em Poli, mudou-se para a Barra, um quartieri de Nápoles, com a família no final da Segunda Guerra Mundial. Seu pai, de origem toscana, que era um carabiniere, foi deportado para a Alemanha. A mãe, junto com seus dois filhos, Agostino e uma irmã mais velha, voltaram para sua cidade, Corchiano, em Viterbo, onde Agostino cursou o ensino fundamental e recebeu a iniciação cristã. Quando a guerra acabou, a família pôde se reunir e em 1949 mudou-se para Caserta e depois, em 1951, para Nápoles, onde o pai foi enviado para o serviço militar. A morte da mãe em 1952 marcou definitivamente a vida de Agostino.
Depois disso, estudou no Seminário Menor de Nápoles, no Seminário Arquiepiscopal Maior de Nápoles e, posteriormente, na Faculdade de Teologia do Sul da Itália, campus San Tommaso d'Aquino, em Nápoles, onde obteve a licenciatura em Teologia e, finalmente, na Pontifícia Universidade Lateranense de Roma, onde obteve o doutorado utroque iure, tanto em direito canônico como em direito civil; sua tese de doutorado foi sobre o novo Código de Direito Canônico.
Foi ordenado padre em 19 de julho de 1964 em Nápoles por Vittorio Longo, bispo-auxiliar de Nápoles, por vontade do cardeal Alfonso Castaldo, arcebispo de Nápoles. Tornou-se professor de cânone na Faculdade Teológica do Sul da Itália, campus San Tommaso d'Aquino, e posteriormente reitor do campus. Ainda foi professor de direito canônico na Pontifícia Universidade Lateranense.
Eleito bispo-auxiliar de Nápoles em 23 de março de 1989 pelo Papa João Paulo II, foi consagrado bispo-titular de Tortiboli em 13 de maio de 1989, na Catedral de Nápoles, pelo cardeal Michele Giordano, arcebispo de Nápoles, coadjuvado por Luigi Diligenza, arcebispo de Cápua, e por Antonio Ambrosiano, arcebispo de Spoleto-Norcia. Transferido para a Sé suburbicária de Albano em 13 de novembro de 1999, ficou ali até 27 de maio de 2004, quando foi nomeado prefeito do Supremo Tribunal da Assinatura Apostólica.
Em 22 de fevereiro de 2006, foi anunciada a sua criação como cardeal pelo Papa Bento XVI, no Consistório de 24 de março, em que recebeu o barrete vermelho e o título de cardeal-diácono de São Pedro Damião no Monte de São Paulo. Foi nomeado Vigário-Geral de Sua Santidade para a Diocese de Roma, arcipreste da Arquibasílica de São João de Latrão e grão-chanceler da Pontifícia Universidade Lateranense em 27 de junho de 2008. Em 24 de fevereiro de 2009, foi promovido pelo Papa Bento XVI à ordem dos cardeais-presbíteros e sua diaconia foi elevada pro hac vice. Foi nomeado membro do Conselho de Cardeais para o Estudo de Problemas Econômicos e Organizacionais da Santa Sé em 9 de maio de 2009. Foi confirmado como cardeal-vigário após a eleição do Papa Francisco, cargo que exerceu até 26 de maio de 2017.
Atualmente é membro dos seguintes dicastérios da Cúria Romana: da Congregação para a Causa dos Santos, Congregação para os Bispos, Congregação para os Institutos de Vida Consagrada e Sociedades de Vida Apostólica, Congregação para as Igrejas Orientais, Supremo Tribunal da Assinatura Apostólica, Pontifício Conselho para os Textos Legislativos e Administração do Patrimônio da Sé Apostólica. Fez parte do  Conselho para a Economia entre 2014 e 8 de março de 2019.

## Conclaves
- Conclave de 2013 - participou da eleição de Jorge Mario Bergoglio como Papa Francisco.